# 거북이들
거북이들(Turtles)은 한국에서 제작된 구교환 감독의 2011년 드라마 영화이다. 백성철 등이 주연으로 출연하였다.

## 출연

### 주연
- 백성철
- 고보결
- 구교환

### 조연
- 정향춘
- 구용모
- 원미선
- 임수형

## 제작진
- 촬영부: 전진우
- 조명: 조현철
- 조명부: 이승훈
- 조연출: 지언태
- 연출부: 김영관
- 연출부: 김영후
- 연출부: 유태우
- 녹음: 박성훈
- 사운드: 표용수